# Ласло Мадяр
Ласло Мадяр (на унгарски: Magyar László) е унгарски морски офицер, пътешественик, географ, картограф, изследовател на Африка.

## Ранни години (1818 – 1848)
Роден е на 13 ноември 1818 година в Сомбатхей, Унгария. Завършва Морското училище във Фиуме и няколко години служи във флота – отначало в австрийския, а след това в аржентинския и бразилския.
Морските плавания му позволяват да посети различни пунктове по западното крайбрежие на Африка. По време на една от поредните си визити, през 1848 г. Мадяр плава на север от град Амбриш (7°50′ ю. ш. 13°06′ и. д. / 7.833333° ю. ш. 13.1° и. д.) покрай брега на Северна Ангола и по река Конго до водопада Йелала. Тайнственият „Черен континент“ толкова много заинтересува младия унгарец, че той решава да се откаже от кариерата си на морски офицер заради търсенето на приключения и славата на първооткривател в неизследваните дълбини на континента. В края на 1848 г. Мадяр пристига в Ангола, установява се в Бенгела и останалите 16 години от живота си прекарва в тази страна.

## Експедиционна дейност (1849 – 1857)
През януари 1849 г. от Бенгела се изкачва на платото Бие. Там в селището Бие се жени за една от дъщерите на местния вожд и заедно с предадените му с нея голямо количество въоръжени роби (изкусни ловци), в продължение на няколко години картира част от речната мрежа на Северна Ангола.
През 1850 – 1851 г. извършва пътешествие на изток и североизток от платото Бие, пресича река Кванза и продължава на изток по вододела между Касаи и десните притоци на Замбези. След това се спуска по Касаи до 6º 30` ю.ш., като проследява около 1000 км от течението ѝ. На обратния път изследва областта в горното течение на река Лулуа (десен приток на Касаи) и на 11°31′ ю. ш. 22°02′ и. д. / 11.516667° ю. ш. 22.033333° и. д. открива езерото Дилоло. Пресича десните притоци на Замбези – Шефумаге, Лвенга и Лунгвебунгу, от последната тръгва на запад и през 1851 г. се завръща на платото Бие.
През 1852 г. се отправя в ново пътешествие, като изследва областта в горното и средно течение на река Кунене и най-северозападната част на пустинята Калахари.
През 1853 г. по поръчение на португалските колониални власти отново пребивава на Кунене, като проследява значителен участък от течението ѝ.
По това време вече здравето му е сериозно разклатено (макар да е едва на 36 години), но независимо от това продължава своите пътешествия, като маршрутите му не точно известни. Изключение прави експедицията през 1855 г., когато изследва реките Лунгвебунгу и Лвенга и 1000 км от течението на Кубанго до Дирико (17°59′ ю. ш. 20°47′ и. д. / 17.983333° ю. ш. 20.783333° и. д.).
Избухналите през 1857 г. в Бие междуособици заставят пътешественика заедно със семейството си да се пресели на атлантическото крайбрежие в селището Лусира (13°52′ ю. ш. 12°31′ и. д. / 13.866667° ю. ш. 12.516667° и. д.). Там в качеството си на търговец продължава своята изследователска дейност, като за няколко години детайлно се запознава и извършва качествени топографски картирания на части от южното крайбрежие на Ангола.

## Следващи години (1858 – 1864)
През 1858 г. Мадяр изпраща в Унгарската академия на науките ръкописа на първия том от своите трудове под заглавието: „Reisen in Süd-Africa in den Jahren 1849 bis 1857“, Pest-Leipzig, 1859 (в превод „Пътешествия по Южна Африка от 1849 до 1857 г“), който е издаден на следващата година на унгарски и немски език. Вторият том така и не е получен. Писмените съобщения от него, и без това редки, след няколко години престават да пристигат. Значително по-късно се изяснява, че умира на 9 ноември 1864 година, близо до Ponte de Cuio (Бенгела) на 45-годишна възраст.
Книгата и писмата му, публикувани своевременно при получаването им, съдържат освен богатите етнографски и етногеографски материали, много сведения по физическа география и особено за хидрографията на изследваните от него територии. Въпреки че голяма част от определените от него географски координати на различни обекти се различават съществено от истинските, от чисто картографска гледна точка трябва да се признае, че общата картина на сложната хидрографска система във вътрешните части на Ангола е показана принципно вярно.